# Abin Sur
Abin Sur è un personaggio dei fumetti DC Comics, creato da John Broome e Gil Kane, apparso per la prima volta sulle pagine di Showcase n. 22 (S.O.S. Green Lantern, settembre-ottobre 1959). Era un membro del Corpo delle Lanterne Verdi e reclutatore di Hal Jordan come Lanterna Verde.

## Biografia del personaggio
In origine Abin Sur era un professore di storia del pianeta Ungara, che venne nominato Lanterna Verde del settore 2814 nella metà degli anni '60 dell'Ottocento. Da bambino, fu il migliore amico di Ruch Ehr e successivamente, per associazione, di Munni Jah. I due erano una coppia e Abin Sur amava segretamente Munni, ma non ne parlò mai.
Reclutato dalla Lanterna Verde conosciuta come Starkaor, è conosciuto per essere venuto sulla Terra in varie occasioni. Nel vecchio West statunitense, si alleò con un antenato di Hal Jordan per combattere contro un alieno di nome Traitor (dall'inglese Traditore), responsabile della morte di Starkaor. Durante la seconda guerra mondiale, incontrò Starman e Bulletman alleandosi con loro per sconfiggere un alieno sotto il controllo mentale di Mr. Mind. In una visita successiva, il potere del suo anello fu neutralizzato da un nemico che stava inseguendo. Conobbe Jay Garrick e Alan Scott, e prese in prestito l'anello mistico di Alan. Lo utilizzò contro il suo avversario, ottenendo vantaggio sull'efficacia di questo anello sul colore giallo. Visitò la Terra anche nel punto d'incontro tra la Golden Age e la Silver Age, dove incontrò Martian Manhunter.
Mentre era in servizio, fu attaccato e seguito dall'alieno conosciuto come Legion mentre tornava su Oa. Ferito gravemente e con la nave spaziale in pessime condizioni, effettuò un atterraggio di fortuna sul pianeta abitabile a lui più vicino, la Terra. A causa delle sue ferite, Sur sapeva che la sua morte era inevitabile, quindi utilizzò il suo anello per trovare un successore. La prima possibilità fu Clark Kent. Siccome non era nativo della Terra fu scartato. I due candidati successivi furono Hal Jordan e Guy Gardner. Dato che Jordan era il più vicino, l'anello scelse lui come successore di Abin Sur.
Per un istante, durante l'Ora zero, Abin Sur fu portato nel presente, dove aiutò i Darkstars nella loro battaglia contro Entropy. Fu poi riportato al suo tempo.
Nell'aldilà, Sur poté aiutare Jordan quando questi entrò nel reame del signore della morte, Nekron. Jordan tentò di impedire a Nekron di entrare nel mondo dei vivi e distruggerlo. Riuscì a convincere i membri deceduti del Corpo delle Lanterne Verdi a tenere occupato il dio abbastanza a lungo da permettere ai Guardiani dell'universo, con l'aiuto di Krona, di sigillare il portale. Prima che il sigillo fosse completo, Sur aiutò il suo successore ad uscire dal reame mentre gli diceva di essere orgoglioso di lui. Successivamente Abin Sur sacrificò la sua anima per aiutare Swamp Thing nel riprendersi la figlia neonata Tefè Holland dal demone Nergal, nell'Inferno.
Si scoprì più tardi che una parte della sua anima era ancora torturata all'Inferno mentre il suo spirito agiva come compagno di Hal Jordan durante la sua breve esperienza come lo Spettro.
Infine, liberò la sua anima dall'Inferno e aiutò Jordan in molte avventure spirituali e dilemmi metafisici. Abin Sur fu impegnato nella discendenza di Karamm-Jeev, una forma ungariana di reincarnazione, e rinacque come Lagzia, figlia dei suoi vecchi amici Ruch Ehr e Munni Jah.
Ad un certo punto della sua vita, Abin Sur ebbe un figlio, Amon Sur, che crebbe e divenne il leader del Sindacato del Crimine Black Circle. Amon serba rancore verso suo padre, per averlo abbandonato per arruolarsi nel Corpo, e decise, quindi, di riversare il suo odio verso tutte le Lanterne Verdi. Amon venne fermato dal successore di Hal Jordan, Kyle Rayner e da una Guardiana di seconda generazione chiamata Lianna. Amon ebbe un confronto con lo stesso Jordan, che ritornò al suo ruolo di Lanterna Verde dopo essere resuscitato e scampato dall'influenza di Parallax. Hal sconfisse Amon, ma questi ricevette un duplicato dell'anello di Sinestro dai Qwardiani e svanì. Dopo che Hal riportò a casa il corpo di Amon e lo seppellì, una luce gialla comparve dopo che Jordan se ne andò.
Durante la guerra con i Sinestro Corps, fu rivelato che Abin Sur scoprì la profezia riguardante il Multiverso, Il Potere dello Spettro emozionale, e la Notte più Profonda prima della sua morte. Green Lantern: Secret Origins rivelò dettagli sulla voglia di Abin Sur di apprendere di più a proposito della Notte più Profonda: sul pianeta Ysmault, egli interrogò le Cinque Inversioni, autori della profezia, per scoprire in che modo avrebbe potuto prevenirla. Apprese così che la Terra era il pianeta di origine del Nero, l'antitesi dello spettro emozionale che la profezia predisse che avrebbe un giorno "consumato tutta la luce e tutta la vita". Scoprì anche che la profezia menzionava la sua morte, quando l'anello lo avrebbe abbandonato in un momento di estremo bisogno. Nonostante il presagio di morte, si recò sulla Terra per ottenere ulteriori informazioni sulla Notte più Profonda, portando così Atrocitus, leader delle Inversioni ed avvisando del suo viaggio solo Sinestro. Tuttavia, nonostante le apparenze, i vaticini di morte che lo riguardavano avevano lasciato il segno: durante il tragitto Abin Sur cominciò a perdere fede nella sua volontà e nel suo anello, ed a provare paura. Ciò si ripercosse nella forza dei costrutti del suo anello, permettendo al suo prigioniero, Atrocitus, di liberarsi e attaccarlo, ferendolo gravemente e causando lo schianto della sua navicella spaziale sulla Terra. Abin Sur fu drasticamente danneggiato nell'incidente, portandolo ad ordinare al suo anello di trovare un successore. Scoprì dai Five Inversions che la profezia era menzionata nel Libro di Oa. Tuttavia, era considerata una bugia dai suoi nemici e da uno dei Guardiani, che si sarebbe più tardi chiamato Scar, e che bruciò le pagine che portavano la profeia riguardanti Abin Sur, anni dopo. Solo due Guardiani, Ganthet e Sayd, così come il gruppo delle Zamarons, presero seriamente la sua scoperta.
In La notte più profonda, Abin Sur compare inizialmente in un flashback che mostra dei ricordi di Sinestro, in cui apprendiamo l'esistenza di sua sorella, Arin Sur, deceduta in seguito a circostanze ancora non narrate, che in seguito diverrà moglie del korugariano e madre di sua figlia Soranik Natu. Quando gli anelli neri invaderanno l'universo, sia Abin che Arin verranno riportati in vita. Abin affronterà su Korugar il suo allievo ed amico Sinestro ed il suo successore Hal Jordan, venendo sconfitto definitivamente dal potere combinato dei due e di Indigo-1 e Carol Ferris.

## Nave spaziale
Nei fumetti della Silver Age, dato che le abilità dell'anello del potere di Hal Jordan mostravano la capacità di un lungo viaggio spaziale, questo sollevò la questione sul perché Abin Sur necessitava di una navicella spaziale.

### Spiegazione pre-Crisi
Nella storia La Prima Lanterna Verde della Terra, Jordan rivelò che se lo chiedeva tra sé e sé e chiese una spiegazione al suo anello.
L'anello raccontò la storia di come Abin Sur scoprì un'energia parassitica che si nutriva degli esseri senzienti l'"I-factor", una sostanza che eludeva l'inventiva, attaccando le civiltà e fermando il loro sviluppo. Sur lo catturò e fermò la distruzione di un pianeta da loro attaccato, ma uno dei catturati si liberò e giurò di liberare i suoi fratelli. Per farlo, individuò il pianeta di Abin Sur e creò un disastro che lo costrinse a comparire per fermarlo. Dato che Sur non si mascherava, l'essere lo riconobbe subito e lo seguì fino a casa. Siccome Sur non ricaricò il suo anello prima di addormentarsi, non riuscì a fermare la creatura dal prendere il controllo su di lui.
Mentre l'essere che lo controllava lo costrinse ad andare a liberare i suoi fratelli, Sur riuscì ad ingannarlo pensando che l'anello sarebbe stato depotenziato dopo il viaggio per arrivare lì, mentre in realtà l'anello del potere aveva una carica basata sul tempo. L'essere decise di far prendere a Sur un'astronave per la destinazione, ma prima di partire, Sur decise di portarsi dietro la sua batteria del potere resa invisibile. Sulla nave, Sur pilotò e aspettò finché non giunsero in una cintura radioattiva planetaria colorata di verde che gli permise di caricare il suo anello senza essere notato. Così armato, Sur si batté e catturò l'essere. Tuttavia, durante il combattimento, la nave vagò per la cintura radioattiva terrestre. Con il suo anello inutilizzabile, Sur perse il controllo della nave danneggiata e si schiantò. Ferito mortalmente, chiese la sua sostituzione e portò Jordan da sé.
Secondo Jordan, questo racconto lo spinse a mantenere segreta la sua identità come precauzione, e per navigare con cautela intorno alla cintura radioattiva della Terra.

### Spiegazione post-Crisi
In Tales of The Green Lantern Corps Annual n. 2 (1986), lo scrittore Alan Moore rispose alla domanda con una storia di come l'eroe una volta visitò Ysmault, un pianeta prigione per un'antica razza di demoni (l'Impero delle Lacrime) distrutto millenni fa dagli Oani.
Mentre si trovava lì, Abin Sur incontrò un demone chiamato Qull dei Five Inversions, un umanoide con una bocca spalancata sul petto e una testa a forma di lingua, crocifisso con tre chiodi incandescenti recanti il simbolo del Corpo delle Lanterne Verdi. Questo messia profano predì che l'eroe sarebbe morto quando il suo anello del potere sarebbe rimasto senza energia in un momento critico, durante un combattimento con un avversario o mentre si sarebbe trovato non protetto nel vuoto. Abin Sur, preoccupato per la sua profezia, cominciò ad utilizzare una nave spaziale per i suoi spostamenti, anche come mezzo di protezione aggiuntiva.
Un decennio dopo, liberando un suo nemico, la sua navicella entrò in collisione con una cintura di radiazioni gialle intorno alla Terra rendeva il suo anello e la sua nave spaziale inutilizzabili in quell'istante. Avendo solo il suo anello su cui contare, capì che avrebbe potuto utilizzare il campo magnetico terrestre prima di entrare nell'atmosfera in modo violento. Così, anche se Legion lo aveva ferito mortalmente, si potrebbe sostenere che era Qull responsabile della morte di Abin Sur, avendo piantato il seme del dubbio nella mente della Lanterna Verde.

### Spiegazione post-Crisi infinita
Nella storia Secret Origins (Green Lantern, quarta serie), il destino finale di Abin Sur si preparò ancora una volta per incorporare elementi nell'impurità di Parallax. Ancora costretto ad utilizzare la nave spaziale a causa della sua paura della sua morte inevitabile, Abin Sur morì mentre scortava Atrocitus, un altro prigioniero dell'Impero delle Lacrime, sulla Terra in cerca della predizione delle Energie Nere da portare nella La notte più profonda. Atrocitus riuscì a liberarsi con successo e Abin Sur dovette scegliere tra lo schiantarsi su Coast City, o rischiare un atterraggio di fortuna nel deserto vicino. Abin Sur scelse il sacrificio, e atterrò nel deserto. Morì a causa delle ferite dopo aver avvisato Sinestro, all'epoca ancora una Lanterna Verde, e dopo aver designato Hal Jordan come suo successore.

## Altre versioni
- In Superman: Red Son, la nave spaziale di Sur era un UFO che si schiantò su Roswell. Abin Sur morì poco dopo lo schianto, e fu menzionato che J. Edgar Hoover fece trasferire Abin Sur e la sua nave nell'Area 51. Nel 1978, John F. Kennedy permise a Lex Luthor di studiare la nave spaziale di Abin Sur al fine di sviluppare delle armi da utilizzare contro Superman, che qui era il Sovrano dell'Unione Sovietica.
- Nella storia Superman: Last Son of Earth, Abin Sur fallì nel proteggere la Terra da un meteorite che distrusse quasi tutto il pianeta, risultando morti tutti tranne un milione di persone, a causa della sua preoccupazione di un conflitto da qualche altra parte nel settore. Lo si vede alla fine della storia raccogliere la Batteria del Potere e l'Anello di Kal-El a causa delle dimissioni di quest'ultimo dal Corpo, per aiutare i terrestri a ricostruire il pianeta.

## Altri media

### Animazione
- Abin Sur compare nel film d'animazione Justice League: The New Frontier (2008), dove fu catturato nell'esplosione di una nave spaziale degli Stati Uniti e diede il suo anello ad Hal Jordan prima di morire.
- Abin Sur compare nei film d'animazione Lanterna Verde - Prima missione (2009), nei titoli di testa in cui si riassumono le origini di Hal Jordan.
- Il personaggio compare anche nel film animazione Lanterna Verde - I cavalieri di smeraldo (2011).

### Cinema
- Abin Sur compare nel film Lanterna Verde (2011), interpretato da Temuera Morrison.

### Televisione
- Abin Sur comparve per la prima volta nell'animazione nella serie I Superamici. Comparve nell'episodio "Secret Origins of the Super Friends" della serie animata Challenge of The Superfriends.
- Abin Sur comparve nella serie animata Superman, in cui comparvero anche Kyle Rayner e Sinestro. L'episodio si chiama in inglese I Guardiani dell'Universo, un'ode al giuramento delle Lanterne Verdi. Nell'episodio, Abin Sur venne utilizzato per le origini da Lanterna Verde di Kyle Rayner allo stesso modo in cui egli fu utilizzato per Hal Jordan. Abin si batté con Sinestro, che stava cacciando le Lanterne Verdi e rubando i loro anelli. Si schiantò con la sua nave spaziale sulla Terra e mandò il suo anello a trovare un rimpiazzo poco prima di morire.